# Luftgeist
Ein Luftgeist ist ein mythisches Wesen (Naturgeist) und ist der Elementargeist der Lüfte.
Bekannte Luftgeister sind:
- Elfen
- Sylphe

- Ariel, eine literarische Figur in Shakespeares Der Sturm, Goethes Faust II und Alexander Popes Der Raub der Locke (Rape of the Lock)

Ein Erdgeist (zum Beispiel Zwerg, Gnom) hingegen ist das Gegenstück auf der Erde.
Nach klassischer europäischer Vorstellung existieren weitere Naturgeister, nämlich Feuergeister und Wassergeister.